# Prisión de Saltvik
La Prisión de Saltvik (en sueco: Anstalten Saltvik o bien Saltviksanstalten) es un centro penitenciario que se encuentra en la municipalidad de Härnösand, en el país europeo de Suecia. Esta prisión tiene 134 celdas. En diciembre de 2003 se propuso reemplazar la antigua prisión en Härnösand. Anstalten Härnösand fue cerrado en 2009 y el nuevo Saltviksanstalten abrió sus puertas en otoño de 2010.